# Amphipsylla kuznetzovi
Amphipsylla kuznetzovi är en loppart som beskrevs av Wagner 1912. Amphipsylla kuznetzovi ingår i släktet Amphipsylla och familjen smågnagarloppor.

## Underarter
Arten delas in i följande underarter:
- A. k. kuznetzovi
- A. k. tjanshanica